# Марк Ли
 Тази статия е за американския космонавт.  За хонконгския оператор вижте Марк Ли (оператор).  
Марк Чарлс Ли (на английски: Mark Charles Lee) е полковник от USAF и астронавт на НАСА, участник в четири космически полета.

## Образование
Марк Ли е завършил колеж в родния си град през 1970 г. Става бакалавър по строително инженерство в Академията на USAF, Колорадо Спрингс, Колорадо през 1974 г. През 1979 г. получава магистърска степен по инженерна механика от Масачузетски технологичен институт, Кеймбридж, Масачузетс.

## Военна кариера
Марк Ли започва военната си служба като лейтенант в USAF през 1974 г. Служи на остров Окинава, Япония в състава на бойна ескадрила 25. Лети на самолет F-4 Phantom II. От 1980 г. преминава курс на обучение на новия изтребител F-16. От 1982 г. до селекцията му за астронавт е командир на бойна ескадрила 4.

## Служба в НАСА
На 23 май 1984 г., Марк Ли е избран като астронавт от НАСА, Астронавтска група №10. През юни 1985 г. завършва успешно курса на обучение. Участва в четири космически полета и има една космическа разходка с продължителност 6 часа и 51 мин.

### Космически полети
| Космически полети на Марк Чарлс Ли                               | Космически полети на Марк Чарлс Ли | Космически полети на Марк Чарлс Ли | Космически полети на Марк Чарлс Ли | Космически полети на Марк Чарлс Ли | Космически полети на Марк Чарлс Ли   | Космически полети на Марк Чарлс Ли |
| №                                                                | Дата                               | КК                                 | Емблема на мисията                 | Функции                            | Продължителност                      |                                    |
| ---------------------------------------------------------------- | ---------------------------------- | ---------------------------------- | ---------------------------------- | ---------------------------------- | ------------------------------------ | ---------------------------------- |
| 1                                                                | 4 май 1989                         | „Атлантис“, мисия STS-30           |                                    | Специалист на мисията              | 4 денонощия 00 часа 56 мин. 28 сек.  |                                    |
| 2                                                                | 12 септември 1992                  | „Индевър“, мисия STS-47            |                                    | Специалист на мисията              | 7 денонощия 22 часа 30 мин. 23 сек.  |                                    |
| 3                                                                | 9 септември 1994                   | „Дискавъри“, мисия STS-64          |                                    | Специалист на мисията              | 10 денонощия 22 часа 49 мин. 57 сек. |                                    |
| 4                                                                | 11 февруари 1997                   | „Дискавъри“, мисия STS-82          |                                    | Специалист на мисията              | 9 денонощия 23 часа 38 мин. 09 сек.  |                                    |
| Сумарно време в космоса – 32 денонощия 21 часа 46 минути 57 сек. |                                    |                                    |                                    |                                    |                                      |                                    |

## Награди
- Медал за отлична служба;
- Медал за похвална служба;
- Легион за заслуги;
- Летателен кръст за заслуги;
- Въздушен медал;
- Медал за похвала на USAF;
- Медал за похвална служба (2);
- Медал на НАСА за изключителни заслуги;
- Медал на НАСА за отлична служба;
- Медал на НАСА за изключително лидерство;
- Медал на НАСА за участие в космически полет (4).